# Elisa Counis

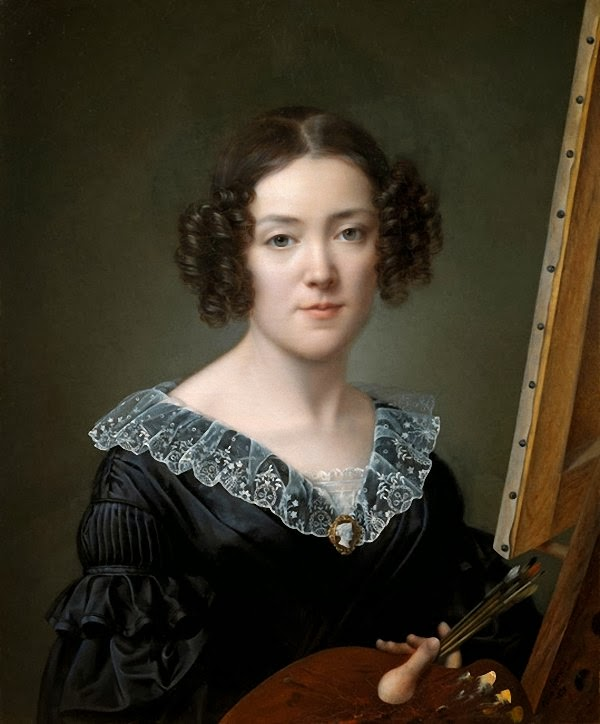
Elisa Counis, Autoritratto, Uffizi, 1839

Elisa Counis (Firenze, 16 novembre 1812 – Firenze, 5 dicembre 1847) è stata una pittrice svizzera.

## Biografia
Elisa Counis era figlia del pittore svizzero Salomon-Guillaume Counis, nato a Ginevra e morto a Firenze, che era stato protetto da Elisa Bonaparte Baciocchi, principessa di Lucca e di Piombino e governatrice della Toscana. Sua madre era francese e si chiamava Elisabeth Harmand. Alla sua prima figlia, nata nello stesso anno del suo matrimonio, Salomon-Guillaume volle dare il nome di Elisa.
Su questa pittrice abbiamo scarse notizie biografiche, ma possiamo seguire le vicende del padre che nel 1815 si trasferì a Parigi, dove rimase quindici anni e tornò definitivamente a Firenze nel 1830. È presumibile che Elisa si sia formata alla scuola paterna; ma la tavolozza del padre è luminosa, gli incarnati rosei, lo stile suggestionato dalla scuola francese, la sua specializzazione è stata il ritratto in miniatura. Al contrario Elisa, nelle velature degli incarnati, nella postura lievemente di tre-quarti del suo Autoritratto, nella precisione millimetrica del merletto trasparente della veste, nei minuscoli tagli di luce azzurrina del vestito di seta nero, sembra guardare a Leonardo e ai leonardeschi: la sua pittura può essere omologata di scuola italiana. Apprezzati, in particolare dai collezionisti svizzeri, i suoi paesaggi.
Vissuta per metà della sua breve esistenza a Firenze, sposò François-Louis Le Comte, di Ginevra, e morì di parto, dando alla luce la figlia Lisine. Sembra che la spilla col cammeo che, nel suo Autoritratto, porta appuntato sul petto, sia un dono di Elisa Bonaparte. La "Gazzetta di Firenze" del 1844 riportava la notizia che all'Accademia di belle arti di Firenze, in una delle sale era esposto un ritratto femminile di Elisa Counis.
Il suo Autoritratto, che fa parte della Collezione di autoritratti agli Uffizi, per un lungo periodo è rimasto negli uffici della direzione del Museo e fu esposto al pubblico a Firenze nel 2010, alla mostra Autoritratte, artiste di "capriccioso e destrissimo ingegno".
Nel 2016, a Massa Carrara, nel 157º anno di vita della "Deputazione di Storia Patria", Andrea Tenerini ha presentato una relazione dal titolo La Versilia nel 1840 nei disegni della pittrice Elisa Counis.